# إميل بيتر يورغنسن
إميل بيتر يورغنسن (بالدنماركية: Emil Peter Jørgensen) هو لاعب كرة قدم دنماركي في مركز قلب الدفاع، ولد في 14 نوفمبر 1995 في الدنمارك في مملكة الدنمارك. لعب مع FC Fredericia ‏.

## وصلات خارجية
- إميل بيتر يورغنسن على موقع قاعدة بيانات كرة القدم.إي يو (الإنجليزية)
- إميل بيتر يورغنسن على موقع Soccerway.com (الإنجليزية)